# Баклан антарктичний
Баклан антарктичний (Leucocarbo bransfieldensis) — вид сулоподібних птахів родини бакланових (Phalacrocoracidae). Раніше вважався підвидом баклана імператорського (Leucocarbo atriceps).

## Назва
Видова назва bransfieldensis вказує на типове місцезнаходження — протоку Брансфілд.

## Поширення
Птах гніздиться на Антарктичному півострові, Південних Шетландських островах та острові острові Мордвинова. За оцінками, чисельність виду становить 20 тис. птахів.

## Опис
Птах завдовжки 75-77 см, розмахом крил до 124 см, вагою — 1,5—3,5 кг. Самці більші за самиць. Більша частина тіла вкрита оперенням чорного кольору, з білою шиєю і животом. Над основою дзьоба є жовтий карункул. Дзьоб темно-коричневий.

## Спосіб життя
Живиться дрібною рибою і морськими безхребетними. За здобиччю пірнає на глибину до 25 м (максимальна глибина 60 м). Сезон розмноження триває в період з жовтня по грудень. Створює моногамні пари на сезон. Гніздиться на землі на виступах і вершинах крутих скель. Гнізда будує з гуано, болота, водоростів і трави. Відкладає до 5 яєць (переважно 2—3 яйця). Інкубаційний період триває 28–31 днів. Насиджують обидва батьки.